# Ангел Велянов
Ангел Велянов Даркоски е български зограф, декоратор и резбар от Българското възраждане, представител на Дебърската художествена школа.

## Биография
Роден е в дебърското мияшко село Лазарополе в семейството на уста Велян Огненов. Учи при баща си, с когото работи. Двамата емигрират в Банско, където Ангел Велянов развива дейност във втората половина на XIX век. Жени се за Султана Хадживълчева, дъщерята на кмета на Банско Димитър Хадживълчев.